# 美作朝親
 美作 朝親 （みまさか ともちか）は、鎌倉時代初期の御家人。系譜については村上源氏の流れを汲むとされるが、一説には清和源氏とも云われる。号は美作蔵人、美作左近大夫など。

## 略歴
承元3年（1209年）12月、宿所を相対する御家人橘公業と妻女を巡った争論から合戦へと発展しかけ、3代将軍・実朝の命によって駆け付けた北条時房の仲介により事を収めるという騒ぎがあった。建暦2年（1212年）には実朝の鶴岡八幡宮参拝に随行しているほか、建保元年（1213年）2月に設置された学問所番のうち二番の一人としてその名が見えている（『吾妻鏡』）。このように、実朝と関わりがあったことから、｢朝｣の字も実朝から与えられたものと推測される。承久の乱の後、若狭国大飯郡本郷の地頭に任じられ同地に下向した。
子孫は本郷氏を称し、鎌倉期には在京の御家人として存続している。室町期には一番衆として足利尊氏と共に各地を転戦。丹後市、川崎市高津区、厚木市船子、埼玉県熊谷市等にも所領を得る。その後、本郷氏は、江戸幕府初代奏者番本郷信富から代々旗本を務め、本郷泰固に至り川成島藩を立藩し大名となる系統と、北野天満宮神人となり、竹田門主の書役として、また大将軍村の村長として近隣に権勢をふるう系統とに別れる。大将軍村の系統からは伏見宮貞清親王の母が出ており、明治維新後、久邇宮が東京へ行くまで仕えていた。

## 備考
- 子の有泰以降の通字は｢泰｣。子孫のうち、詮泰・持泰・政泰の３名は足利将軍家から偏諱の授与を受けている。
- 本郷泰茂（政泰の子）とその子である本郷信富（泰富とも）・矢部定政、江戸時代の旗本で一時は大名（駿河国川成島藩主）にもなった本郷泰固もこの末裔にあたる。